# Joe Wright (calciatore)
Joe Wright, all'anagrafe Joseph Harris Wright (Monk Fryston, 26 febbraio 1995) è un calciatore gallese, difensore del Kilmarnock.

## Carriera
Ha giocato nelle giovanili dell'Huddersfield Town, per poi passare in prestito all'Accrington Stanley, club della quarta divisione inglese, con cui esordisce tra i professionisti. Nell'estate del 2016 si trasferisce a titolo definitivo al Doncaster, con cui nella stagione 2016-2017 conquista una promozione dalla quarta alla terza divisione, per poi giocare per quattro stagioni consecutive (dal 2017 al 2021) in terza divisione.
Nel 2022 dopo una stagione trascorsa da svincolato si trasferisce nella prima divisione scozzese al Kilmarnock, con cui poi rimane anche durante la stagione 2023-2024.

### Nazionale
Nel 2015 ha giocato 2 partite con la nazionale gallese Under-21.

## Statistiche

### Presenze e reti nei club
Statistiche aggiornate al 18 maggio 2024.
| Stagione          | Squadra            | Campionato        | Campionato | Campionato | Coppe nazionali | Coppe nazionali | Coppe nazionali | Coppe continentali | Coppe continentali | Coppe continentali | Altre coppe | Altre coppe | Altre coppe | Totale | Totale |
| Stagione          | Squadra            | Comp              | Pres       | Reti       | Comp            | Pres            | Reti            | Comp               | Pres               | Reti               | Comp        | Pres        | Reti        | Pres   | Reti   |
| ----------------- | ------------------ | ----------------- | ---------- | ---------- | --------------- | --------------- | --------------- | ------------------ | ------------------ | ------------------ | ----------- | ----------- | ----------- | ------ | ------ |
| 2015-2016         | Accrington Stanley | FL2               | 20         | 0          | FACup+CdL       | 2+0             | 0               | -                  | -                  | -                  | FLT         | 0           | 0           | 22     | 0      |
| 2016-2017         | Doncaster          | FL2               | 22         | 0          | FACup+CdL       | 1+1             | 0               | -                  | -                  | -                  | FLT         | 3           | 0           | 27     | 0      |
| 2017-2018         | Doncaster          | FL1               | 33         | 0          | FACup+CdL       | 1+3             | 0               | -                  | -                  | -                  | FLT         | 1           | 0           | 38     | 0      |
| 2018-2019         | Doncaster          | FL1               | 14+1       | 2+0        | FACup+CdL       | 1+2             | 0               | -                  | -                  | -                  | FLT         | 0           | 0           | 18     | 2      |
| 2019-2020         | Doncaster          | FL1               | 20         | 0          | FACup+CdL       | 3+0             | 0               | -                  | -                  | -                  | FLT         | 3           | 1           | 26     | 1      |
| 2020-2021         | Doncaster          | FL1               | 40         | 2          | FACup+CdL       | 4+1             | 0               | -                  | -                  | -                  | FLT         | 3           | 0           | 48     | 2      |
| Totale Doncaster  | Totale Doncaster   | Totale Doncaster  | 129+1      | 4+0        |                 | 17              | 0               |                    | -                  | -                  |             | 10          | 0           | 157    | 4      |
| 2022-2023         | Kilmarnock         | SP                | 34         | 5          | CS+CdL          | 3+6             | 0               | -                  | -                  | -                  | -           | -           | -           | 43     | 5      |
| 2023-2024         | Kilmarnock         | SP                | 29         | 3          | CS+CdL          | 2+1             | 0               | -                  | -                  | -                  | -           | -           | -           | 32     | 3      |
| Totale Kilmarnock | Totale Kilmarnock  | Totale Kilmarnock | 63         | 8          |                 | 12              | 0               |                    | -                  | -                  |             | -           | -           | 75     | 8      |
| Totale carriera   | Totale carriera    | Totale carriera   | 213        | 12         |                 | 31              | 0               |                    | -                  | -                  |             | 10          | 1           | 254    | 13     |